# Ostojićevo, Bijeljina
Ostojićevo je naselje v občini Bijeljina, Bosna in Hercegovina. 

## Zgodovina
Zgodovinsko ime vasi je bilo Svinjarevac (do leta 1955.).

## Deli naselja
Karinovača, Milkuša, Ostojićevo in Panjik.

## Prebivalstvo
| Pregled števila prebivalcev po letih | Pregled števila prebivalcev po letih | Pregled števila prebivalcev po letih | Pregled števila prebivalcev po letih | Pregled števila prebivalcev po letih | Pregled števila prebivalcev po letih |
| ------------------------------------ | ------------------------------------ | ------------------------------------ | ------------------------------------ | ------------------------------------ | ------------------------------------ |
| 1948                                 | 1953                                 | 1961                                 | 1971                                 | 1981                                 | 1991                                 |
| -                                    | -                                    | -                                    | 749                                  | 673                                  | 595                                  |

| Narodna sestava prebivalstva po letih                                                                                      | Narodna sestava prebivalstva po letih                                                                                       | Narodna sestava prebivalstva po letih                                                                                       |
| --- | --- | --- |
| 1971 | 1981 | 1991 |
| . skupaj: 749 Srbi 739 (98,66 %) Hrvati 1 (0,13 %) Muslimani 0 (0,00 %) Jugoslovani 3 (0,40 %) drugi in neznano 6 (0,80 %) | . skupaj: 673 Srbi 645 (95,83 %) Hrvati 2 (0,29 %) Muslimani 0 (0,00 %) Jugoslovani 21 (3,12 %) drugi in neznano 5 (0,74 %) | . skupaj: 595 Srbi 579 (97,31 %) Hrvati 2 (0,33 %) Muslimani 1 (0,16 %) Jugoslovani 10 (1,68 %) drugi in neznano 3 (0,50 %) |